# Liste d'archéologues
Cette page dresse une liste d’archéologues ce qui comprend les professionnels, les bénévoles et les amateurs.
- Haut – A
- B
- C
- D
- E
- F
- G
- H
- I
- J
- K
- L
- M
- N
- O
- P
- Q
- R
- S
- T
- U
- V
- W
- X
- Y
- Z

## A
- Charles Conrad Abbott (1843-1919) — États-Unis
- Wilhelm Abeken (1813-1843) — Confédération germanique
- Karel Absolon (1877-1960) — Tchéquie
- Hans Achelis (1865-1937) — Empire allemand, Allemagne
- Jean-Pierre Adam (1937-) — France
- František Adámek (1907-1989) — Tchéquie
- Karel Václav Adámek (1868-1944) — Tchéquie
- Friedrich Adler (1827-1908) — Confédération germanique, Empire allemand
- Johan David Åkerblad (1763-1819) — Suède
- Ekrem Akurgal (1911-2002) — Turquie
- Hermilio Alcalde del Río (1866-1947) — Espagne
- Leslie Alcock (1925-2006) — Royaume-Uni
- Andreas Alföldi (1895-1981) — Hongrie
- Jacques Allain (1914-1997) — France
- William A. Allbright (1891-1971)  — États-Unis
- Sedat Alp (1913-2006)  — Turquie
- Altan Çilingiroğlu (1944-) — Turquie
- Walter Alva (1951-) — Pérou
- Wilhelm Alzinger (1928-1998) — Autriche
- Pierre Amandry (1912-1990) — France
- Darrell A. Amyx (1911-1997) — États-Unis
- Walter Andrae (1875-1956) — Allemagne
- Manólis Andrónikos (1919-1992) — Grèce
- Michele Arditi (1746-1836) — Italie
- Juan Luis Arsuaga (1959-) — Espagne
- Mikhaïl Artamonov (1898-1972) — Russie
- Khaled al-Asaad (1932-2015) — Syrie
- Mick Aston (1946-2013) — Royaume-Uni
- Richard J. C. Atkinson (1920-1994) — Royaume-Uni
- John Aubrey (1626-1697) — Royaume-Uni
- Henry Auvray (1878-1937) — France
- Francesco Maria Avellino (1778-1850) — Italie
- Nahman Avigad (1905-1992) — Israël

- Haut – A
- B
- C
- D
- E
- F
- G
- H
- I
- J
- K
- L
- M
- N
- O
- P
- Q
- R
- S
- T
- U
- V
- W
- X
- Y
- Z

## B
- Churchill Babington (1821-1889) — Royaume-Uni
- Leila Badre (1943-) — Liban
- Adolph Francis Alphonse Bandelier (1840-1914) — États-Unis
- Heinrich Bauer (1935-1993) — Allemagne
- Ranuccio Bianchi Bandinelli (1900-1975) — Italie
- Anselmo Banduri (1671-1743) — Italie
- Philip Barker (1920-2001) — Royaume-Uni
- Ofer Bar-Yosef (1937- ) — Israël
- George Fletcher Bass (1932]- ) — États-Unis
- Thomas Bateman (1889-1964) — Royaume-Uni
- Leopoldo Batres (1852-1926) — Mexique
- Marcel Baudouin (1860-1941) — France
- Joseph de Baye — France
- Giovanni Pietro Bellori (1613-1696) — Italie
- Guglielmo Bechi (1791-1852) — Italie
- Giovanni Battista Belzoni (1778-1823) — Italie
- Nacéra Benseddik (1949- ) — Algérie
- Ignacio Bernal ( 1910-1992) — Mexique
- Maria Ludwika Bernhard (1908-1998) — Pologne
- Gerhard Bersu (1760-1835) — Saint-Empire romain germanique, Confédération germanique
- André Berthier (1907-2000) — France
- Alexandre Bertrand (1820-1902) — France
- Pietro Bianchi (1787-1849) — Suisse
- Martin Biddle (1937- ) — Royaume-Uni
- Amilcare Bietti (1937-2006) — Italie
- Lewis Binford (1931-2011) — États-Unis
- Hiram Bingham (1875-1956) — États-Unis
- Flavio Biondo (1392-1463) — Italie
- Davidson Black (1884-1934) — Canada
- Carl Blegen (1887-1971) — États-Unis
- Charlotte Blindheim (1917-2005) — Norvège
- Frederick Jones Bliss (1857-1939) — États-Unis
- Frans Blom (1893-1963) — Danemark
- Louis Marie Charles de Bodin (1813-1891) - France
- Jean Boisselier (1912-1996) — France
- Sándor Bökönyi (1926-1994) — Hongrie
- George Edward Bonsor Saint Martin (1855-1930) — Royaume-Uni
- Carlo Bonucci (1799-1870) — Italie
- François Bordes (1919-1981) — France
- Abdeljalil Bouzouggar (1968- ) — Maroc
- Ivan Borkovský (1897-1976) — Tchéquie
- Helmuth Theodor Bossert (1889-1961) — Allemagne
- Jean Bottéro (1914-2007) — France
- Karl August Böttiger (1760-1835) — Saint-Empire romain germanique, Confédération germanique
- Michel de Boüard (1909-1989) - France
- Jacques Boucher de Crèvecœur de Perthes (1788-1868) — France
- Jean Boulbet (1926-2007) — France
- Jean-Jacques Bourassé (1813-1872) — France
- Paul Bovier-Lapierre (1873-1950) — France
- Robert Braidwood (1907-2003) — États-Unis
- Charles Étienne Brasseur de Bourbourg (1814-1874) — France
- James Henry Breasted (1865-1935) — États-Unis
- Anton Wilhelm Brøgger (1884-1951) — Norvège
- Burchard Brentjes (1929- ) — Allemagne
- Henri Breuil (1877-1961) — France
- Klaus Brisch (1923-2001) — Allemagne
- Oscar Broneer (1894-1992) — États-Unis
- Robert Broom (1866-1951) — Afrique du Sud
- Don Brothwell (....-) Royaume-Uni
- Bernard Bruyère (1879-1971) — France
- Vojtech Budinský-Krička (1903-1993) — Tchéquie
- Jean Louis Burckhardt (1784-1817) — Suisse
- Joëlle Burnouf (1947- ) — France
- Andrés Marcos Burriel y López (1719-1762) — Espagne
- Ernst Buschor (1886-1961) — Allemagne
- Karl Butzer (1934- ) — États-Unis
- Robert Brandi (1931-2011)-France

- Haut – A
- B
- C
- D
- E
- F
- G
- H
- I
- J
- K
- L
- M
- N
- O
- P
- Q
- R
- S
- T
- U
- V
- W
- X
- Y
- Z

## C
- Frank Calvert (1828-1908) — Royaume-Uni
- Andrea Carandini (1937- ) — Italie
- Jacques-Xavier Carré de Busserolle (1823-1904) — France
- Howard Carter (1874-1939) — Royaume-Uni
- Arcisse de Caumont (1801-1873) — France
- Joanna Casey
- Alfonso Caso (1896-1970) — Mexique
- Elena Cassin (1909-2011) — Italie
- Anne-Claude de Tubières, comte de Caylus (1692-1765) — France
- Jaroslav Černý (1898-1970)  — Tchéquie
- Dilip Chakrabarti (en)
- Jean-François Champollion (1790-1832) — France
- Richard Chandler (1738-1810) — Royaume-Uni
- Kwang-chih Chang (張光直) (1931-2001)  — Taïwan
- Ernest Chantre (1843-1924)
- Jean Charbonneaux (1895-1969) — France
- Dominique Charpin (né en 1954) — France
- Jean-Jacques Charpy — France
- Gustave Chauvet, (1840-1933) — France
- Luis Chero Zurita, (1958- ) — Pérou
- Casimir Chevalier, (1825-1893) — France
- Jean-Jacques Chifflet (1588-1660) — France
- Vere Gordon Childe (1892-1957) — Australie
- Marcellin Chiris (1857-1932) — France
- Gérard Chouquer (1948- ) — France
- Leopoldo Cicognara (1767-1834) — Italie
- Pierre Cintas (1908-1974) — France
- Grahame Clark (1907-1995) — Royaume-Uni
- John Desmond Clark (1916-2002) — Royaume-Uni
- David Clarke (1937-1976) — Royaume-Uni
- Eric H. Cline (1960- ) — États-Unis
- Filippo Coarelli (1936- ) - Italie
- Charles Robert Cockerell (1788-1863) — Royaume-Uni
- John Coles
- Antonio Maria Colini (1900-1989) — Italie
- Paul Collart (1902-1981) - Suisse
- Giovanni Colonna (1934- ) — Italie
- Sir Richard Colt Hoare (1758-1838) — Royaume-Uni
- Graham Connah
- Henri de Contenson (1926-2019) — France
- Alexandra Cordier
- Gérard Cordier (1924-2014) — France
- O.G.S. Crawford (1886-1957) — Royaume-Uni
- Georg Friedrich Creuzer (1771-1858) — Saint-Empire romain germanique, Confédération germanique
- Franz Cumont (1868-1947) — Belgique
- Alexander Cunningham (1814-1893) — Royaume-Uni
- Edward Benjamin Howard Cunnington (1861-1950) — Royaume-Uni
- William Cunnington (1754-1810) — Royaume-Uni
- James Curle (1862-1944) — Royaume-Uni
- Ludwig Curtius (1874-1954) — Empire allemand, Allemagne
- Cyriaque d'Ancône (1391-1454) — Italie

- Haut – A
- B
- C
- D
- E
- F
- G
- H
- I
- J
- K
- L
- M
- N
- O
- P
- Q
- R
- S
- T
- U
- V
- W
- X
- Y
- Z

## D
- Constantin Daicoviciu (1898-1973) — Roumanie
- Glyn Daniel (1914-1986) — Royaume-Uni
- Muhibbe Darga (1921-2018) — Turquie
- Anatole Dauvergne (1812–1870) France
- Theodore M. Davis (1837-1915) — États-Unis
- William Boyd Dawkins (1837-1929) — Royaume-Uni
- André Debord (1926-1996) — France
- Joseph Déchelette (1862-1914) — France
- James Deetz (1930-2000) — États-Unis
- Alfred Louis Delattre (1850-1932) — France
- Alfonso De Franciscis (1915-1989) — Italie
- Giulio De Petra (1841-1925) — Italie
- Pierre Devambez (1902-1980) - France
- Gabrielle Démians d'Archimbaud — France
- Alain Dierkens (1953- ) — Belgique
- Ersin Doğer (1951- ) — Turquie
- Wilhelm Dörpfeld (1853-1940) — Empire allemand, Allemagne
- Andrew Ellicott Douglass (1867-1962) — Royaume-Uni
- Hans Dragendorff (1870-1941) - Allemagne
- Jacques Dubois (1929-2016) - France
- Louis Dubreuil-Chambardel (1876-1927) — France
- Henri Duday (1948- ) — France
- Françoise Duguay (1958- ) — Canada
- Aleksandra Dunin-Wąsowicz (1932-2015) — Pologne
- Julien-Marie Durand (1904-1970) — France
- Ejnar Dyggve (1887-1961) — Danemark

- Haut – A
- B
- C
- D
- E
- F
- G
- H
- I
- J
- K
- L
- M
- N
- O
- P
- Q
- R
- S
- T
- U
- V
- W
- X
- Y
- Z

## E
- Dietz-Otto Edzard (1930-2004) — Allemagne
- Jean-Yves Empereur (1952- ) — France
- Abdelmajid Ennabli - Tunisie
- Sir Arthur John Evans (1851-1951) — Royaume-Uni
- Paul Eychart (1915-2005)  — France
- Joseph-Marie Essomba (1939-2014)  — Cameroun

- Haut – A
- B
- C
- D
- E
- F
- G
- H
- I
- J
- K
- L
- M
- N
- O
- P
- Q
- R
- S
- T
- U
- V
- W
- X
- Y
- Z

## F
- Philippe Fabia — France
- Raffaello Fabretti (1618-1700) — Italie
- Christian Tuxen Falbe (1791-1849) — Danemark
- Isidoro Falchi (1838-1914)— Italie
- Adam Falkenstein (1906-1966) — Allemagne
- David Fasold (1939-1998) — États-Unis
- Rev. Bryan Faussett (en)
- Pierre Favret (1875-1950) — France
- Paul-Albert Février (1931-1991) — France
- Margarita Ivanovna Filanovich (née en 1937) — Ouzbékistan
- Jan Filip (1900-1981) — Tchéquie
- Israël Finkelstein (1949- ) — Israël
- Cecil Mallaby Firth (1878-1931) — Royaume-Uni
- Clarence Stanley Fisher (1876-1941) — États-Unis
- Michel Fixot (1941- ) — France
- Kent Flannery
- Sir William Flinders Petrie (1853-1942) — Royaume-Uni
- James A. Ford (1911-1968) — États-Unis
- Emil Forrer (1894-1986) — Suisse
- Alfred Foucher (1865-1952) — France
- Louis Foucher (1918-2003) — France
- Cyril Fox
- Henri Frankfort (1897-1954) — Pays-Bas
- John Frere
- Ludwig Friedländer (1824-1909) — Confédération germanique, Empire allemand
- Fernando Fuenzalida (1936- ) — Pérou
- Andreas Furtwängler (1944- ) — Allemagne
- Arne Furumark (1903-1982) — Suède

- Haut – A
- B
- C
- D
- E
- F
- G
- H
- I
- J
- K
- L
- M
- N
- O
- P
- Q
- R
- S
- T
- U
- V
- W
- X
- Y
- Z

## G
- Henri Galinié (1946-) — France
- Manuel Gamio (1883-1960) — Mexique
- Antonio García y Bellido  (1903-1972) — Espagne
- Jean-Claude Gardin (1925-2013) - France
- Percy Gardner (1846-1937) — Royaume-Uni
- Dorothy Garrod (1892-1968) — Royaume-Uni
- Édouard Gatian de Clérambault (1833-1917) — France
- Werner Gauer (1937-) — Allemagne
- Michel Gaumond (1934-2014) — Canada
- Armin von Gerkan (1884-1969) — Empire allemand, Allemagne
- Camille Germain de Montauzan (1862-1842) — France
- Chaker Ghadban  — Liban
- Francisco Giles Pacheco (1944- ) — Espagne
- Marija Gimbutas (1921-1994) — Lituanie
- Pere Bosch Gimpera (1891-1974) — Mexique
- René Ginouvès (1926-1994) -France
- Pierre-Roland Giot (1919-2002) — France
- Einar Gjerstad (1897-1988) - Suède
- René Goguey (1923-2015) — France
- Christian Goudineau (1939-2018) — France
- Michael Grant (1914-2004) — Royaume-Uni
- William Greenwell (1820-1918) — Royaume-Uni
- Sigurd Grieg (1894-1973) — Norvège
- William Francis Grimes (1905-1988) — Royaume-Uni
- Georg Friedrich Grotefend (1775-1853) — Saint-Empire romain germanique, Confédération germanique
- Albert Grünwedel (1856-1935) — Empire allemand, Allemagne
- Jean Guilaine (1936- ) — France
- Gustave VI Adolphe (1882-1973) — Suède
- Gabriel Gustafson (1853-1915) — Suède
- Eulalia Guzmán (1890-1985) — Mexique

- Haut – A
- B
- C
- D
- E
- F
- G
- H
- I
- J
- K
- L
- M
- N
- O
- P
- Q
- R
- S
- T
- U
- V
- W
- X
- Y
- Z

## H
- Anders Hagen (1921-2005) — Norvège
- Joachim Hahn (1942-1997) — Allemagne
- Helena Hamerow (née en 1961) — Royaume-Uni
- Zahi Hawass (1947- ) — Égypte
- Christopher Hawkes (1905-1992) — Royaume-Uni
- Lotte Hedeager (1948- ) — Danemark
- Robert von Heine-Geldern (1885-1968) — Autriche
- Henry Heras (1888-1955) - Inde
- Antoine Héron de Villefosse (1845-1919) — France
- Inocente Hervás y Buendía (1842-1914) — Espagne
- Ernst Herzfeld (1879-1948) — Empire allemand, Allemagne
- Edgar Lee Hewett (1865-1946) — États-Unis
- Eric Sidney Higgs (1908-1976) — Royaume-Uni
- Catherine Hills
- Ian Hodder (1948- ) — Royaume-Uni
- Frederick Webb Hodge (1854-1956) — États-Unis
- Marcel Homet (1897-1982) — France
- Fritz Hommel (1854-1936) — Empire allemand, Allemagne
- John Horsley (v. 1685-1732) — Royaume-Uni
- Jean-Pierre Houdin (1951-) - France
- Jean-Louis Huot (1939-2023) - France

- Haut – A
- B
- C
- D
- E
- F
- G
- H
- I
- J
- K
- L
- M
- N
- O
- P
- Q
- R
- S
- T
- U
- V
- W
- X
- Y
- Z

## I
- Anne Stine Ingstad (1918-1997) — Norvège
- Helge Ingstad (1899-2001) — Norvège
- Jale İnan (1914 - 2021) — Turquie
- Johannes Irmscher (1920-2000) — Allemagne
- Francisco Iriarte (1941- ) — Pérou
- Glynn Isaac (1937-1985) — Afrique du Sud

- Haut – A
- B
- C
- D
- E
- F
- G
- H
- I
- J
- K
- L
- M
- N
- O
- P
- Q
- R
- S
- T
- U
- V
- W
- X
- Y
- Z

## J
- Jigael Jadin (1917-1984) — Israël
- Walter Janssen (1936-2001) — Allemagne
- Guillaume de Jerphanion (1877-1948) — France
- Erling Johansen (1919-2000) — Norvège
- Donald Johanson (1943- ) — États-Unis
- Jos Jullien (1877-1956) - France

- Haut – A
- B
- C
- D
- E
- F
- G
- H
- I
- J
- K
- L
- M
- N
- O
- P
- Q
- R
- S
- T
- U
- V
- W
- X
- Y
- Z

## K
- Lilly Kahil (1926-2002) - Suisse
- Rodolphe Kasser (1923-2013) — Suisse
- Federico Kauffmann Doig (1928-) Pérou
- Peter Kaulicke Roermann (1946-) Allemagne
- Michel Kazanski (1953- ) — Lettonie
- Kathleen Kenyon (1906-1978) — Royaume-Uni
- Robert Johann Koldewey (1855-1925) — Empire allemand, Allemagne
- Manfred Korfmann (1942-2005) — Pays-Bas
- Gustaf Kossinna (1858-1931) — Empire allemand, Allemagne

- Haut – A
- B
- C
- D
- E
- F
- G
- H
- I
- J
- K
- L
- M
- N
- O
- P
- Q
- R
- S
- T
- U
- V
- W
- X
- Y
- Z

## L
- Camille de La Croix (1831-1911)  —  Belgique
- Georges Laplace (1918-2004) —  France
- Henri Lavachery (1885-1972) —  Belgique
- Rafael Larco Hoyle (1901-1966) - Pérou
- Édouard Lartet (1801-1871) — France
- Louis Lartet (1840-1899) — France
- Jean-Philippe Lauer (1902-2001) — France
- Francesco La Vega (1735-1804) — Espagne
- Pietro La Vega (?-1810) — Espagne
- Gheorghe Lazarovici (1941- ) — Roumanie
- La famille Leakey :
  - Sir Louis Leakey (1903-1972) — Royaume-Uni
  - Jonathan Leakey (1940- ) — Royaume-Uni
  - Mary Leakey (1913-1997) — Royaume-Uni
  - Meave Leakey (1942- ) — Royaume-Uni
  - Richard Leakey (1944- ) — Kenya
- Denyse Le Lasseur (1889-1945) — France
- Charles Lelong (1917-2003) — France
- Jacques Le Maho (1952- ) — France
- Charles Lenormant (1802-1859) — France
- Gustave Le Paige (1903-1980) — Belgique
- René Lévesque (1925-2007) — Canada
- Alda Levi (1890-1950) —  Italie
- Alexandre Lézine - (1906-1972) —  France
- Jean L'Helgouac'h (1933-2000) — France
- Li Ji (ou Li Chi, 李濟) (1896-1979) — Taïwan
- Georg Loeschcke (1852-1915) — Allemagne
- Florentino López Cuevillas (1886-1958) — Espagne
- Leonardo López Luján (1964- ) - Mexique
- Anders Lorange (1847-1888) — Norvège
- Victor Loret (1859-1946) — France
- Claude Lorren (1946- ) — France
- Emanuel Löwy (1857-1938) — Autriche
- Sir John Lubbock (1834-1913) — Royaume-Uni
- Frédéric Loridant (1962- ) — France
- Henry de Lumley (1934- ) — France

- Haut – A
- B
- C
- D
- E
- F
- G
- H
- I
- J
- K
- L
- M
- N
- O
- P
- Q
- R
- S
- T
- U
- V
- W
- X
- Y
- Z

## M
- Robert Macalister (1870-1950) — Irlande
- Duncan Mackenzie (1861-1934) - Écosse
- Théodore Macridy Bey (1872-1940) - Empire ottoman
- Charles McBurney (1914-1979) — États-Unis
- Vittorio Macchioro (1880-1958) — Italie
- Aren Maeir (en) (1958- ) — Israël
- Finn Magnussen (1781-1847)  — Islande
- Amedeo Maiuri (1886-1963) — Italie
- Sir Max Mallowan (1904-1978) — Royaume-Uni
- John Manley (1952- ) — Royaume-Uni
- Robert Manners (1913-1996) — États-Unis
- Pierre Maranda (1930- ) — Canada
- Cyril Marcigny (1970- ) — France
- Auguste Mariette (1821-1881) — France
- Spyridon Marinatos (1901-1974) — Grèce
- Judith Marquet-Krause (1906-1936) — Palestine
- Maurice Marsac (1938-1991) — France
- Sir John Hubert Marshall (1876-1958) — Royaume-Uni
- A.T. Marston
- Jean-Claude Margueron (1934-2023) — France
- Gaston Maspero (1846-1916) — France
- Eduardo Matos Moctezuma (1940- ) - Mexique
- Paolo Matthiae (1940- ) — Italie
- Amihai Mazar (1942- ) — Israël
- Benjamin Mazar (1906-1995) — Israël
- Jørgen Meldgaard (1927-2007) — Danemark
- James Mellaart (1925-2012) — Royaume-Uni
- Paul Mellars
- Michele Mercati (1541-1593) — Italie
- Prosper Mérimée (1803-1870) — France
- Sir Ellis Minns
- Pierre de Miroschedji (....-) — France
- Keneiloe Molopyane (1987- )  — Afrique du Sud
- Oscar Montelius (1843-1921) — Suède
- Pierre Montet (1885-1966) — France
- Henri de Morgan (1857-1909) — France
- Sylvanus Morley (1883-1948) — États-Unis
- Gabriel de Mortillet (1821-1898) — France
- Yves Morvan (1932- ) — France
- Sabatino Moscati (1923-1997) — Italie
- Hansjürgen Müller-Beck (1927-2018) — Allemagne

- Haut – A
- B
- C
- D
- E
- F
- G
- H
- I
- J
- K
- L
- M
- N
- O
- P
- Q
- R
- S
- T
- U
- V
- W
- X
- Y
- Z

## N
- Catherine Namono — Ouganda
- Mario Napoli (1915-1976) — Italie
- Marie-Dominique Nenna (1962— ) - France
- Sarah Milledge Nelson (1931-2020) - États-Unis
- Ehud Netzer (1934- ) — Israël
- Evzen Neustupný
- Sir Charles Thomas Newton (1816-1894) — Royaume-Uni
- Nicolay Nicolaysen (1817-1911) — Norvège
- Lautaro Núñez Atencio (1938- ) — Chili

- Haut – A
- B
- C
- D
- E
- F
- G
- H
- I
- J
- K
- L
- M
- N
- O
- P
- Q
- R
- S
- T
- U
- V
- W
- X
- Y
- Z

## O
- Kenneth Oakley (1911-1981) — Royaume-Uni
- Alexandru Odobescu (1834-1895) — Roumanie
- Max von Oppenheim (1860-1946)  — Empire allemand, Allemagne
- Anastássios Orlándos (1887-1979) — Grèce
- Paolo Orsi (1859-1935) — Italie
- Alexeï Sergueïevitch Ouvarov - (1825-1884) - Empire russe

- Haut – A
- B
- C
- D
- E
- F
- G
- H
- I
- J
- K
- L
- M
- N
- O
- P
- Q
- R
- S
- T
- U
- V
- W
- X
- Y
- Z

## P
- Massimo Pallottino (1909-1995) — Italie
- Vasile Pârvan (1882-1927) — Roumanie
- John Henry Parker (1806-1884) — Royaume-Uni
- André Parrot (1901-1980) — France
- Harm Paulsen (1942- ) — Allemagne
- Emmanuel Paÿe (....-) — Belgique
- William Pengelly (1812-1894) — Royaume-Uni
- Katerina Peristeri (1955- ) — Grèce
- Patrick Périn (1942- ) — France
- Gennaro Pesce (1902-1984) — Italie
- Jean-Marie Pesez (1929-1998) — France
- Jan Petersen (1887-1967) — Norvège
- Fotis Petsas (1918-2004) — Grèce
- Stuart Piggott (1910-1996) — Royaume-Uni
- John Pinkerton (1758-1826) — Royaume-Uni
- Augustus Pitt Rivers (1827-1900) — Royaume-Uni
- George Pitt-Rivers (1890-1966) — Royaume-Uni
- Julian Pitt-Rivers (1919-2001) — Royaume-Uni
- Nikolaos Platon (1909-1992) — Grèce
- Georges Posener (1906-1988) — France
- Timothy Potter (1944-2000) — Royaume-Uni
- Jacques-Ferdinand Prévost (1819-1883) — France
- James Bennett Pritchard (1909-1997) — États-Unis
- Francis Pryor (1945- ) — Royaume-Uni
- Patricia Phillips — Royaume-Uni
- Mendel L. Peterson (1918-2003) — États-Unis

- Haut – A
- B
- C
- D
- E
- F
- G
- H
- I
- J
- K
- L
- M
- N
- O
- P
- Q
- R
- S
- T
- U
- V
- W
- X
- Y
- Z

## Q
- Jules Etienne Joseph Quicherat (1814-1882) — France

- Haut – A
- B
- C
- D
- E
- F
- G
- H
- I
- J
- K
- L
- M
- N
- O
- P
- Q
- R
- S
- T
- U
- V
- W
- X
- Y
- Z

## R
- Carl Christian Rafn (1795-1864) — Danemark
- Sir Andrew Ramsay (1814-1891) — Royaume-Uni
- Maria Reiche (1903-1998) — Allemagne
- Robert Ranjard (1881-1960) — France
- Colin Renfrew (1937- ) — Royaume-Uni
- Caspar Reuvens (1793-1835) — Pays-Bas
- Nicholas Revett (1720-1804) — Royaume-Uni
- Claudius James Rich (1787-1821) — Royaume-Uni
- Julian Richards (1951- ) — Royaume-Uni
- Gustav Riek (1900-1976) — Allemagne
- Charles Roach Smith (1807-1890) — Royaume-Uni
- Derek Roe (....-) — Royaume-Uni
- Else Roesdahl (1942- ) — Danemark
- Emmanuel de Rougé (1811-1872) — France
- Georges Roux (1919-2003) — France
- Otto Rubensohn (1867-1964) — Allemagne
- Michele Ruggiero (1811-1900) — talie
- Oluf Rygh (1833-1899) — Norvège

- Haut – A
- B
- C
- D
- E
- F
- G
- H
- I
- J
- K
- L
- M
- N
- O
- P
- Q
- R
- S
- T
- U
- V
- W
- X
- Y
- Z

## S
- Gabriel Saadé (1922-1997) - Syrie
- Eduardo Saavedra (1829-1912) — Espagne
- Gösta Säflund (1903-2004) - Suède
- Hassane Salamé-Sarkis (1943-) - Liban
- Charles Saumagne, (1890-1972) - France
- Archibald Sayce (1845–1933) — Royaume-Uni
- Claudius Savoye, (1856-1908) - France
- Jean Scapula (1911-1991) - France
- Jean-Paul Sazerat (1923-2012) — France
- Alain Schnapp (1946- ) — France
- Ruth Shady (1946-) Pérou
- Anna O. Shepard (1903-1971) — États-Unis
- Haakon Shetelig (1877-1955) — Norvège
- Heinrich Schliemann (1822-1890) — Confédération germanique, Empire allemand
- Philippe-Charles Schmerling (1790-1836) — Belgique
- Erich Friedrich Schmidt (1897-1964) — États-Unis (né dans l'Empire allemand)
- Jacques Seigne — France
- Eduard Georg Seler (1845-1922) — Allemagne
- Ümit Serdaroğlu (1932-2005) — Turquie
- Sergei Semenov (1898-1978) — Russie
- Michael Shanks (1959- ) — Royaume-Uni
- Charles Thurstan Shaw (1914-2013) — Royaume-Uni
- Andrew Sherratt (en) (1946–2006) — Royaume-Uni
- Louis Siret (1860-1934) — Belgique
- William Smith (1846-1894) — Écosse
- Antonio Sogliano (1854-1942) — Italie
- José María Soler García (1905-1996) — Espagne
- Vittorio Spinazzola (1863-1943) — Italie
- Domenico Spinelli (1788-1863) — Italie
- Aurel Stein (1862-1943) — Hongrie / Royaume-Uni
- Eva Margareta Steinby (1938-) — Finlande
- John Lloyd Stephens (1805-1852) — États-Unis
- Danielle Stordeur (1944-) — France
- James Stuart (1713-1788) — Royaume-Uni
- Eleazar Sukenik (1889-1953) — Israël
- Lynne Sullivan (née en 1952) — États-Unis

- Haut – A
- B
- C
- D
- E
- F
- G
- H
- I
- J
- K
- L
- M
- N
- O
- P
- Q
- R
- S
- T
- U
- V
- W
- X
- Y
- Z

## T
- Jean Michel de Tarragon
- Walter Willard Taylor (1913-1997) — États-Unis
- Julio César Tello (1880-1947) — Pérou
- Yotam Tepper (en) (....-) — Israël
- Henry Testot-Ferry (1826-1869) — France
- Charles Félix Marie Texier (1802-1871) — France
- Cyrus Thomas
- Julian Thomas (en) (1959- )
- John Eric Thompson (1898-1975) — Royaume-Uni
- Christian Jürgensen Thomsen (1788-1865) — Danemark
- John Thurman
- Otto Tischler (1843-1891) - Allemagne
- Christopher Tilley (....-) — Royaume-Uni
- Eduardo Toda y Güell (1855-1941) — Espagne
- Mario Torelli (1937- ) — Italie
- László Török (1941-2020) — Hongrie
- Alfred Tozzer (1877-1954) — États-Unis
- Frédéric Trément (1966- )
- Arthur Dale Trendall (1909-1995) — Nouvelle-Zélande
- Bruce Trigger (1937-2006) — Canada
- Chrístos Tsoúntas (1857-1934) — Grèce
- Ronald Tylecote (1916-1991) — Royaume-Uni

- Haut – A
- B
- C
- D
- E
- F
- G
- H
- I
- J
- K
- L
- M
- N
- O
- P
- Q
- R
- S
- T
- U
- V
- W
- X
- Y
- Z

## U
- Peter Ucko (1938- ) — Royaume-Uni
- Luigi Ugolini (1895-1936) — Italie
- Max Uhle (1856-1944) - Allemagne

- Haut – A
- B
- C
- D
- E
- F
- G
- H
- I
- J
- K
- L
- M
- N
- O
- P
- Q
- R
- S
- T
- U
- V
- W
- X
- Y
- Z

## V
- Parviz Varjavand (1934-2007) — Iran
- Henri de Vaux s.j.
- Roland de Vaux (1903-1971) — France
- Marius Vazeilles (1881-1973) — France
- Dieter Vieweger (de) (1958- ) — Allemagne
- Juan Vilanova y Piera (1821-1893)  — Espagne
- Alphonse Vinatié (1924-2005) — France
- Dominique Vivant Denon (1747-1827) — France

- Haut – A
- B
- C
- D
- E
- F
- G
- H
- I
- J
- K
- L
- M
- N
- O
- P
- Q
- R
- S
- T
- U
- V
- W
- X
- Y
- Z

## W
- Charles Warren (1840-1927)  — Royaume-Uni
- John Obadiah Westwood (1805-1893) — Royaume-Uni
- Mortimer Wheeler (1890-1976) — Écosse
- Guillermo Wiese de Osma (1927-199) - Pérou
- Friedhelm Winkelmann (de) (1929- ) — Allemagne
- Johann Winckelmann (1717-1768) — Saint-Empire romain germanique
- Leonard Woolley (1880-1960) — Royaume-Uni
- Ole Worm (Latin : Olaus Wormius) (1588-1654) — Danemark
- Jens Jacob Asmussen Worsaae (1821-1885) — Danemark

- Haut – A
- B
- C
- D
- E
- F
- G
- H
- I
- J
- K
- L
- M
- N
- O
- P
- Q
- R
- S
- T
- U
- V
- W
- X
- Y
- Z

## X
- Haut – A
- B
- C
- D
- E
- F
- G
- H
- I
- J
- K
- L
- M
- N
- O
- P
- Q
- R
- S
- T
- U
- V
- W
- X
- Y
- Z

## Y
- Yigaël Yadin (1917-1984) — Israël
- K. Aslihan Yener (1946) — Turquie et États-Unis
- Norman Yoffee (....-) — États-Unis

- Haut – A
- B
- C
- D
- E
- F
- G
- H
- I
- J
- K
- L
- M
- N
- O
- P
- Q
- R
- S
- T
- U
- V
- W
- X
- Y
- Z

## Z
- Élisabeth Zadora-Rio - France
- Umberto Zanotti Bianco (1889-1963) — Italie
- Irit Ziffer (1954- ) — Israël
- Ezra Zubrow

- Haut – A
- B
- C
- D
- E
- F
- G
- H
- I
- J
- K
- L
- M
- N
- O
- P
- Q
- R
- S
- T
- U
- V
- W
- X
- Y
- Z